# Bazylika katedralna św. Józefa w San José de Mayo
Bazylika katedralna św. Józefa w San José de Mayo (hiszp. Catedral basílica de San José de Mayo) – rzymskokatolicki kościół w San José de Mayo zlokalizowany w centrum miasta przy Treinta y Tres, wybudowany w latach 1857–1874, pełniący funkcję katedry diecezji San José de Mayo oraz mający godność bazyliki mniejszej.

## Historia
W 1805 roku, na miejscu wcześniejszej kaplicy z drewna i słomy, wybudowano kościół. Świątynia została poświęcona 8 marca 1806 roku przez biskupa Benito Lué y Riega. W 1857 roku postanowiono wznieść nowy, wspanialszy kościół. Budowę rozpoczęto 17 grudnia 1857 roku, a zakończono w roku 1874. Autorem projektu był Antonio Fongivell. Konsekracja odbyła się 24 marca 1875 roku.
Zegar na wieży kościoła został uruchomiony 25 sierpnia 1900.
W 1955 roku została utworzona diecezja San José de Mayo, której katedrą został kościół św. Józefa. Dnia 24 kwietnia 1957 roku katedra otrzymała godność bazyliki mniejszej, natomiast 3 września 1957 roku została ogłoszona sanktuarium narodowym św. Józefa.
W dniu 24 października 1990 roku katedra została uznana za narodowy zabytek historyczny (Monumento Histórico Nacional).

## Architektura i sztuka
Katedra ma formę bazylikalną z ośmioma kolumnami z karraryjskiego marmuru.
Ołtarz główny jest dziełem rzeźbiarza Domingo Mora.